# 유의동
유의동(兪義東, 1971년 6월 23일~)은 대한민국의 정치인이다. 제19·20·21대 국회의원이다.

## 학력
- 평택성동국민학교 졸업
- 한광중학교 졸업
- 한광고등학교 졸업
- 한국외국어대학교 태국어과 학사
- 캘리포니아 대학교 샌디에고 대학원 태평양지역국제관계학 석사

## 경력
- 국무총리 이한동 비서관
- 국회의원 류지영 보좌관
- 민주평화통일자문회의 자문위원
- 한국에어로빅 체조연맹 이사
- 제18대 대통령 선거 새누리당 박근혜 대통령 후보 중앙선거대책위원회 공보단 자료분석팀장
- 2014년 7월 30일: 2014년 상반기 재보궐선거 당선(경기 평택시 을, 새누리당, 초선)
- 새누리당 무상보육ㆍ무상급식 태스크포스 위원
- 새누리당 원내부대표
- 새누리당 중동호흡기증후군 비상대책특별위원회 위원장
- 제19대 국회 중동호흡기증후군 대책 특별위원회 위원장
- 새누리당 경기도당 평택시 을 당원협의회 위원장
- 새누리당 총선기획단 위원
- 2016년 4월 13일: 대한민국 제20대 국회의원 선거 당선(경기 평택시 을, 새누리당, 재선)
- 제20대 국회 전반기 정무위원회 간사
- 제20대 국회 정무위원회 법안소위원장
- 국회 헌법개정특별위원회 위원장
- 바른정당 미세먼지 대책 특별위원회 위원장
- 바른정당 수석대변인
- 바른미래당 수석대변인
- 바른미래당 경기도당 공동위원장
- 바른미래당 원내수석부대표
- 바른미래당 원내부대표
- 새로운보수당 수석대변인
- 새로운보수당 공동대표
- 새로운보수당 원내대표
- 2020년 4월 15일: 대한민국 제21대 국회의원 선거 당선(경기 평택시 을, 미래통합당, 3선)
- 2020. 5.~2020. 9. 미래통합당 경기도당 평택시 을 당원협의회 위원장
- 미래통합당 사모펀드 비리방지 및 피해구제 특별위원회 위원장
- 2020. 9. 국민의힘 호남 동행 국회의원 발대식 명예의원(전라북도 무주군)
- 2020. 9.~2024. 1. 국민의힘 경기도당 평택시 을 당원협의회 위원장
- 2020. 10. 국민의힘 라임옵티머스 권력비리게이트 특별위원회 위원
- 2021. 6. 국민의힘 반도체특별위원회 위원장
- 2021. 8.~2021. 11. 제20대 대통령 선거 국민의힘 유승민 대통령 경선후보 희망22 직능본부장
- 2021. 12.~2022. 1. 제20대 대통령 선거 국민의힘 윤석열 대통령 후보 선거대책위원회 대통령 후보 직속 후보전략자문위원회 위원
- 2021. 12.~2022. 3. 제20대 대통령 선거 국민의힘 경기도 살리는 선거대책위원회 선거대책위원장단 공동선거대책위원장
- 2022. 1.~2022. 4. 국민의힘 정책위원회 의장
- 2022. 4. 제8회 전국동시지방선거 국민의힘 유승민 경기도지사 예비후보 선거대책위원장
- 2022. 7.~2023. 7. 국민의힘 경기도당 위원장 겸 당원자격심사위원장
- 2023. 8.~ 국민의힘 경기도당 고문
- 2023. 9.~2023. 10. 국민의힘 대선 공작 게이트 진상조사단 단장
- 2023. 10.~2024. 5. 국민의힘 정책위원회 의장
- 2023. 10.~2024. 4. 국민의힘 지역 필수 의료 혁신 태스크포스 위원장
- 2023. 11.~2024. 4. 국민의힘 총선기획단 위원
- 2023. 12.~2024. 4. 국민의힘 비상대책위원
- 2024. 1.~2024. 4. 제22대 국회의원 선거 국민의힘 공약개발본부 총괄공동본부장
- 2024. 3.~2024. 4. 제22대 국회의원 선거 국민의힘 중앙선거대책위원회 선거대책부위원장
- 2024. 5.~ 국민의힘 경기도당 평택시 병 당원협의회 위원장
- 2024. 8.~2025. 1. 제13대 여의도연구원 원장
- 2024. 11.~2025. 1. 여의도연구원 여론조사 제도를 개선하기 위한 태스크포스 위원장
- 2024. 11.~2024. 12.: 국민의힘 민생경제특별위원회 위원
- 2025. 5.~2025. 6.: 제21대 대통령 선거 국민의힘 김문수 대통령 후보 경기도 선거대책위원회 공동선거대책위원장

### 의정 활동
- 2014년 7월 31일~2016년 5월 29일: 제19대 국회의원(경기 평택시 을, 새누리당, 초선)
  - 2014. 8.~2016. 5. 제19대 국회 후반기 정무위원회 위원
  - 2015. 2.~2016. 5. 제19대 국회 후반기 운영위원회 위원
  - 2015. 6.~2015. 7. 제19대 국회 중동호흡기증후군 대책 특별위원회 위원
- 2016년 5월 30일~2020년 5월 29일: 제20대 국회의원(경기 평택시 을, 새누리당→무소속→바른정당→바른미래당→무소속→새로운보수당→미래통합당, 재선)
  - 2016. 6.~2017. 1. 제20대 국회 전반기 정무위원회 간사(새누리당)
  - 2016. 7.~2018. 5. 제20대 국회 전반기 정무위원회 법안심사소위원회 위원장
  - 2017. 1.~2018. 2. 제20대 국회 전반기 정무위원회 간사(바른정당)
  - 2017. 1.~2017. 6. 제20대 국회 헌법개정특별위원회 위원
  - 2018. 2.~2018. 5. 제20대 국회 전반기 정무위원회 간사(바른미래당)
  - 2018. 7.~2019. 5. 제20대 국회 후반기 운영위원회 간사
  - 2018. 7.~2019. 12. 제20대 국회 후반기 정무위원회 간사
  - 2018. 7.~2020. 5. 제20대 국회 후반기 정무위원회 법안심사제2소위원회 위원장
  - 2020. 1.~2020. 5. 제20대 국회 후반기 정무위원회 위원
- 2020년 5월 30일~2024년 5월 29일: 제21대 국회의원(경기 평택시 을, 미래통합당→국민의힘, 3선)
  - 2020. 6.~2024. 5. 국민미래포럼 구성의원
  - 2020. 7.~2024. 5. 국회인권포럼 공동대표의원
  - 2020. 7.~2022. 5. 제21대 국회 전반기 정무위원회 위원
  - 제21대 국회 전반기 정무위원회 법안심사제2소위원회 위원
  - 제21대 국회 전반기 정무위원회 청원심사소위원회 위원장
  - 제21대 국회 전반기 정무위원회 금융그룹감독법에 대한 안건조정위원회 위원
  - 제21대 국회 전반기 정무위원회 공정거래법에 대한 안건조정위원회 위원
  - 2022. 7.~2024. 5. 제21대 국회 후반기 정무위원회 위원
    - 제21대 국회 후반기 정무위원회 법안심사제1소위원회 위원
    - 제21대 국회 후반기 정무위원회 예산결산심사소위원회 위원

  - 2023. 2.~2023. 11. 제21대 국회 첨단전략산업 특별위원회 위원장

## 전과
- 도로교통법위반(음주운전): 벌금 100만원 - 2013년 10월 24일 선고[1]

## 논란

### 세비반납 공약 파기
유의동의원 외 바른정당의원 5명은 20대 총선을 앞두고 20대 총선을 앞두고 당시 계약서 형식의 신문광고를 내면서 ▲대한민국 모두를 위한 갑을개혁 ▲상속자의 나라에서 혁신가의 나라로 만들기 위한 일자리규제개혁 ▲청년의 주거독립과 재정독립을 위한 청년독립 ▲40대, 50대의 새로운 인생 도전을 돕는 4050자유학기제 ▲'임신에서 입학까지'엄마의 일과 자립을 도와주는 마더센터 등 ‘대한민국과의 계약’이라는 개혁과제를 제안하며 이를 지키지 못할 경우 1년치 국회의원 세비를 국가에 기부하는 형태로 반납할 것을 약속하였다. 그러나 약속은 지켜지지 않았고 국회에서 기자회견을 열어 "20대 총선에서 과반수 의석 확보에 실패한 데다 탄핵과 분당 사태까지 거치면서 결과적으로 국민과의 약속을 온전히 지키지 못한 데 대해 국민에게 머리 숙여 사과 드린다”고 사과를 하였다.

## 가족
- 배우자: 김윤정
- 자녀: 3녀

## 역대 선거 결과
|  | 52.05% |

|  | 40.54% |

|  | 47.67% |

|  | 43.48% |

## 소속 정당
| 소속 정당 | 소속 정당      | 소속 기간 | 비고           |
| --------- | -------------- | --------- | -------------- |
|           | 자유민주연합   | 2001~2002 | 정계 입문      |
|           | 무소속         | 2002      | 탈당           |
|           | 하나로국민연합 | 2002~2004 | 창당           |
|           | 무소속         | 2004      | 자진 정당 해산 |
|           | 자유민주연합   | 2004      | 복당           |
|           | 무소속         | 2004~2010 | 탈당           |
|           | 한나라당       | 2010~2012 | 입당           |
|           | 새누리당       | 2012~2016 | 당명 변경      |
|           | 무소속         | 2016~2017 | 탈당           |
|           | 바른정당       | 2017~2018 | 창당           |
|           | 바른미래당     | 2018~2020 | 합당           |
|           | 무소속         | 2020      | 탈당           |
|           | 새로운보수당   | 2020      | 창당           |
|           | 미래통합당     | 2020      | 합당           |
|           | 국민의힘       | 2020~현재 | 당명 변경      |

## 같이 보기
- 평택시 을
- 평택시의 국회의원